# Pilotwings Resort
Pilotwings Resort (パイロットウイングス Pairotto Uingusu Rizōto?) es un videojuego simulador de vuelo para la consola portátil Nintendo 3DS, desarrollado por Monster Games y publicado por Nintendo. Se trata de una secuela del juego Pilotwings para Super Nintendo Entertainment System (SNES)de la década de 1990 y del juego de Pilotwings 64 para Nintendo 64 de 1996. Salió a la venta como un título de lanzamiento junto a la consola en América del Norte y Europa, el 25 de marzo de 2011. En Japón, Australia y Nueva Zelanda fue lanzado el 14 de abril de 2011.

## Modo de juego
Pilotwings Resort incluye dos modos de juego. El primero, "Vuelo libre", permite al jugador explorar libremente la isla Wuhu con cualquier tipo de aeronave, pero hay un límite de tiempo. Recoger diversos objetos como globos y anillos puede desbloquear ciertas características en el juego. El segundo, "Misiones", requiere que el jugador complete una serie de objetivos dentro de ciertos parámetros. La dificultad de las misiones va aumentando desde entrenamiento, bronce, plata, oro, platino hasta diamante. Completar una misión te dará una cantidad de estrellas que dependerá de tu puntuación.

## Desarrollo
Pilotwings Resort fue anunciado por Nintendo en el E3 2010, donde se ofreció una demo jugable que reveló el regreso de avión y el jet pack en las misiones. Más tarde, los medios de comunicación dieron a conocer el retorno también del ala delta en las misiones. Pilotwings Resort es el primer juego de Nintendo 3DS con la posibilidad de usar a los personajes Mii. Se desarrolla en la ficticia isla Wuhu, que fue presentada originalmente en Wii Fit y Wii Sports Resort. Este último había presentado su propio juego deportivo de vuelo, que fue adaptado para este juego.

## Controles de los vehículos

### Avión
El avión es un de los tres vehículos principales del juego, sus controles son:
- Ascender: Joystick Abajo
- Descender: Joystick Arriba
- Virar a la Izquierda/derecha: Joystick Izquierda/derecha
- Activar Turbo: A
- Frenar: B
- Girar Izquierda: L
- Girar Derecha: R
- Tonel Izquierda: L L
- Tonel Derecha: R R
- Volar Boca abajo: L+R
- Disparar: Y (Solo en algunas misiones)
- Mirar alrededor: Cruz de control
- Cambiar Vista: X

### Mochila propulsora
La mochila propulsora es otro de los vehículos principales del juego. Sus controles son:
- Volar Hacia delante: Joystick Arriba
- Volar hacia atrás: Joystick abajo
- Propulsión potente: A
- Propulsión precisa: B
- Frenar/Flotar: L
- Enfocar la cámara arriba: X
- Enfocar la cámara abajo: Y
- Mirar Hacia Abajo: R
- Mirar Alrededor: Cruz de Control

### Ala delta
El ala delta es uno de los vehículos principales del juego, sus controles son:
- Ascender: Joystick Abajo
- Descender: Joystick Arriba
- Virar a la Izquierda/derecha: Joystick Izquierda/derecha
- Frenar/Aterrizar: B
- Sacar Foto: R (Mantener Pulsado para enfocar)
- Cancelar Foto: L
- Mirar Alrededor: Cruz de Control

### Reactor
Es un vehículo secundario, los mismos controles que el avión.

### Mochila turbopropulsora
Es un vehículo secundario, parecido a la mochila propulsora pero con más potencia.

### Ciclodelta
Es otro vehículo secundario, igual que el ala delta pero con pedales, controles:
- Ascender: Joystick Abajo
- Descender: Joystick Arriba
- Virar a la Izquierda/derecha: Joystick Izquierda/derecha
- Frenar/Aterrizar: B
- Sacar Foto: R (Mantener Pulsado para enfocar)
- Cancelar Foto: L
- Mirar Alrededor: Cruz de Control
- Pedalear hacia alante: A
- Pedalear Hacia atrás: B

## Trucos, secretos y desbloqueables
- Coleccionables Vuelo Libre

Globos:Alcanza la clase Plata.
Extras:Alcanza la clase Oro
- Desbloqueables Modo Misión

Clase Diamante: Consigue tres estrellas en todo
Premio All-Star: Consigue tres estrellas en una misión de la clase diamante
Vehículos secundarios: Completa cada misión de cada clase(Solo se usan en vuelo libre)
Super Aeronave: Haz la puntuación perfecta (Solo se usan en misiones)
- Desbloqueables Extra modo vuelo libre

Castillo en una isla: Consigue los 75 anillos
Meca Hawk: Consigue tres estrellas en cada misión de vuelo libre.Aparecerá en vuelo libre.Camina por la Isla de cuña